# Принцип законності
Принцип законності — принцип чіткої визначеності норм права, принцип права. Якщо держава накладає ті чи інші обмеження на поведінку людей, то вона як мінімум має чітко і недвозначно окреслити межі цих вимог.
Зокрема, правові норми не повинні залежати від розсуду конкретних посадових осіб.
Питання про принцип законності змикається з питанням про тлумачення норм права, про те, кому з посадових осіб дозволено тлумачити закон. Законодавства істотно відрізняється в цьому питанні. У деяких законодавствах тлумачення закону дозволялося всім суддям, в деяких — тільки верховному суду держави, причому обов'язкову силу мають тільки ті тлумачення закону верховним судом, які були включені цим судом в «коментар» до закону, обов'язковий для нижчестоящих судів. У деяких законодавствах тлумачення закону суддями заборонено, і судді повинні в неясних випадках керуватися аналогією, а якщо необхідно — то й аналогією галузей права.
Також існує досить складне питання сумісності принципу законності і прецедентного права.
Повна відсутність принципу законності спостерігається там, де посадовій особі дозволено вирішувати якісь правові питання на підставі свого особистого розсуду.